# Rufius Antonius Agrypnius Volusianus

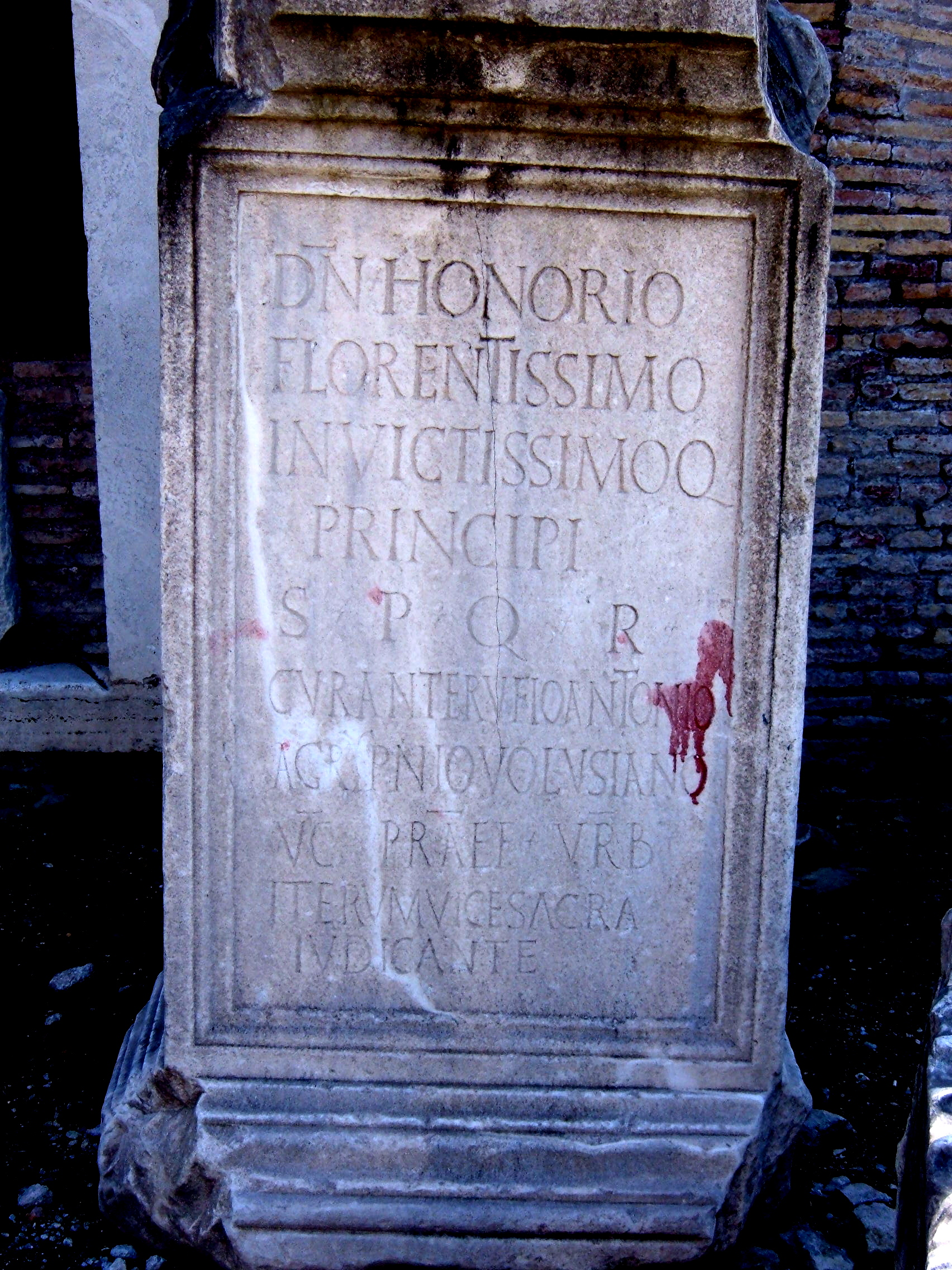
Sokkel van een standbeeld voor Honorius, geplaatst door Rufius Antonius in zijn functie als praefectus urbi, CIL VI 1194, Forum Romanum

Rufius Antonius Agrypnius Volusianus (Rome ±370 - 436) was een politicus uit het West-Romeinse Rijk, proconsul van africa, praefectus urbi in Rome (417-418) en praefectus praetorio Italiae. Hij is tevens bekend uit het werk De Civitate Dei van Augustinus.

## Afkomst
Rufius is de zoon van Caeionius Rufius Albinus en een christelijke vrouw en stamt uit een aanzienlijke familie, die al meerdere praefecti urbi en praefecti praetorii had geleverd, en was een afstammeling van Lucius Verus die tussen 161 en 169 samen met Marcus Aurelius keizer was.

## Carrière
Naar we mogen aannemen, volgt de carrière van Volusianus het normale patroon van de cursus honorum. In 408 wordt hij quaestor en bekleedt de functie van comes rerum privatorum, beheerder van de keizerlijke private schatkist van Honorius en (412) quaestor sacri palatii, beheerder van de heiligdommen op de Palatijn.
In deze tijd voert hij zijn beroemde correspondentie met Augustinus van Hippo, die hem, op verzoek van zijn moeder, tot het christendom probeert te bekeren, wat Rufius beleefd doch beslist weigert, zoals Augustinus schrijft in De Civitate Dei. In een brief aan de dichter Rutilius Namatianus wijt Rufius de neergang van het Romeinse Rijk aan de opkomst van het christendom, vooral het gebod 'de andere wang toe te keren' (niet terugslaan als je wordt aangevallen) baarde hem zorgen. Gezien het feit dat Rome in 410 door de Visigoten onder leiding van Alarik I geplunderd was, is dat een begrijpelijke reactie.
Marcellinus van Carthago geeft zijn bedenkingen opener weer dan, schrijft hij, Volusianus het zelf durft:
Romanae provinciae de praedatori non mala velit belli iure reponere? ... per christianos principes christianam religionem maxima ex parte servantes tanta (etiamsi ipse de hac parte taceat) reipublicae mala evenisse manifestum sit.
In 416-417 treffen we Rufius wederom in Rome, waar hij praefectus urbi is en een belangrijke rol aan het keizerlijk hof speelt. Zo arrangeert hij bijvoorbeeld een huwelijk tussen Flavius Constantinus, vertrouweling van Honorius (de latere Constantius III) en Galla Placidia, de halfzuster van de keizer.